# Catasetum richteri
Catasetum richteri là một loài thực vật có hoa trong họ Lan. Loài này được Bicalho mô tả khoa học đầu tiên năm 1974.